# Ligne de Bully - Grenay à Brias
La ligne de Bully - Grenay à Brias était une ligne ferroviaire française du Pas-de-Calais, non électrifiée à voie unique reliant la gare de Bully - Grenay à celle de Brias. La ligne prend naissance à Bully-les-Mines, près de la gare, à partir de la ligne d'Arras à Dunkerque-Locale, et se termine en rejoignant la ligne de Fives à Abbeville, près de la gare de Brias. Au XXIe siècle, la ligne n'est plus utilisée, et une partie est déclassée entre l’emplacement de la gare de Bruay-les-Alouettes et Brias depuis 1991. Les emprises de la voie sont majoritairement conservées ; cependant, la ligne est abandonnée de Bully-les-Mines à Ruitz, transformée en voie de bus Tadao entre Ruitz et Bruay-la-Buissière, puis déposée au-delà.
Elle constitue la ligne no 309 000 du réseau ferré national.

## Historique
La ligne est déclarée d'utilité publique au titre de l'intérêt local par décret le 24 février 1876. Ce même décret approuve la convention passée le 30 janvier 1875 entre le conseil général du Pas-de-Calais et la Compagnie des chemins de fer du Nord pour la concession de la ligne.
La ligne est reprise définitivement par la Compagnie des chemins de fer du Nord selon les termes d'une convention signée entre le ministre des Travaux publics et la compagnie le 5 juin 1883. Cette convention est approuvée par une loi le 20 novembre suivant qui reclasse la ligne dans le réseau d'intérêt général.
La section entre Bully - Grenay et Bruay n'accueille plus de trafic voyageurs depuis 1958. Le fret a cessé toute activité en 1990, ce qui entraîne le déclassement d’une partie de la ligne (entre Bruay-les-Alouettes et Brias) en 1991.
Dans les années 2010, les rails dans la ville de Bruay-la-Buissière sont déposés, afin de rénover le quartier de la gare et d'aménager une voie verte le long de la rue Raoul-Briquet. Les emprises de la voie seront également transformées en voie de bus pour les lignes « Bulle », mises en service le 1er avril 2019.

## Description de la ligne

### Tracé - Parcours
Dès sa construction, le chemin de fer est utilisé pour transporter le charbon.
La Compagnie des mines de Béthune raccorde ses fosses situées au sud-ouest de la concession : nos 1 - 1 bis - 1 ter et 10 - 10 bis.
La Compagnie des mines de Nœux y raccorde ses fosses via des embranchements, certains sont très courts, puisque la ligne passe à proximité des fosses nos 4 - 4 bis et 5 - 5 bis. Les fosses nos 7 - 7 bis et 9 - 9 bis bénéficient d'un embranchement plus long. Grâce aux embranchements de la Compagnie, les produits peuvent être exportés via la ligne de Bully-Grenay à Brias, sans qu'aucune fosse ne soit isolée. À Ruitz, le puits d'aérage no 7 ter a été relié au réseau par un court embranchement.
La Compagnie des mines de Bruay, bien qu'expédiant aussi ses produits par son rivage à Béthune est raccordée via un long embranchement à la ligne d'Arras à Dunkerque-Locale, mais elle raccorde aussi son réseau au niveau de la fosse no 4 - 4 bis - 4 ter, près de la gare de Bruay-en-Artois, et au niveau du puits d'aérage no 5 ter à Divion.
La ligne quitte ensuite le bassin minier en se dirigeant vers le sud pour traverser Houdain, Beugin, Bajus, et se raccorde finalement à la ligne de Fives à Abbeville, au nord de la gare de Brias.

### Gares

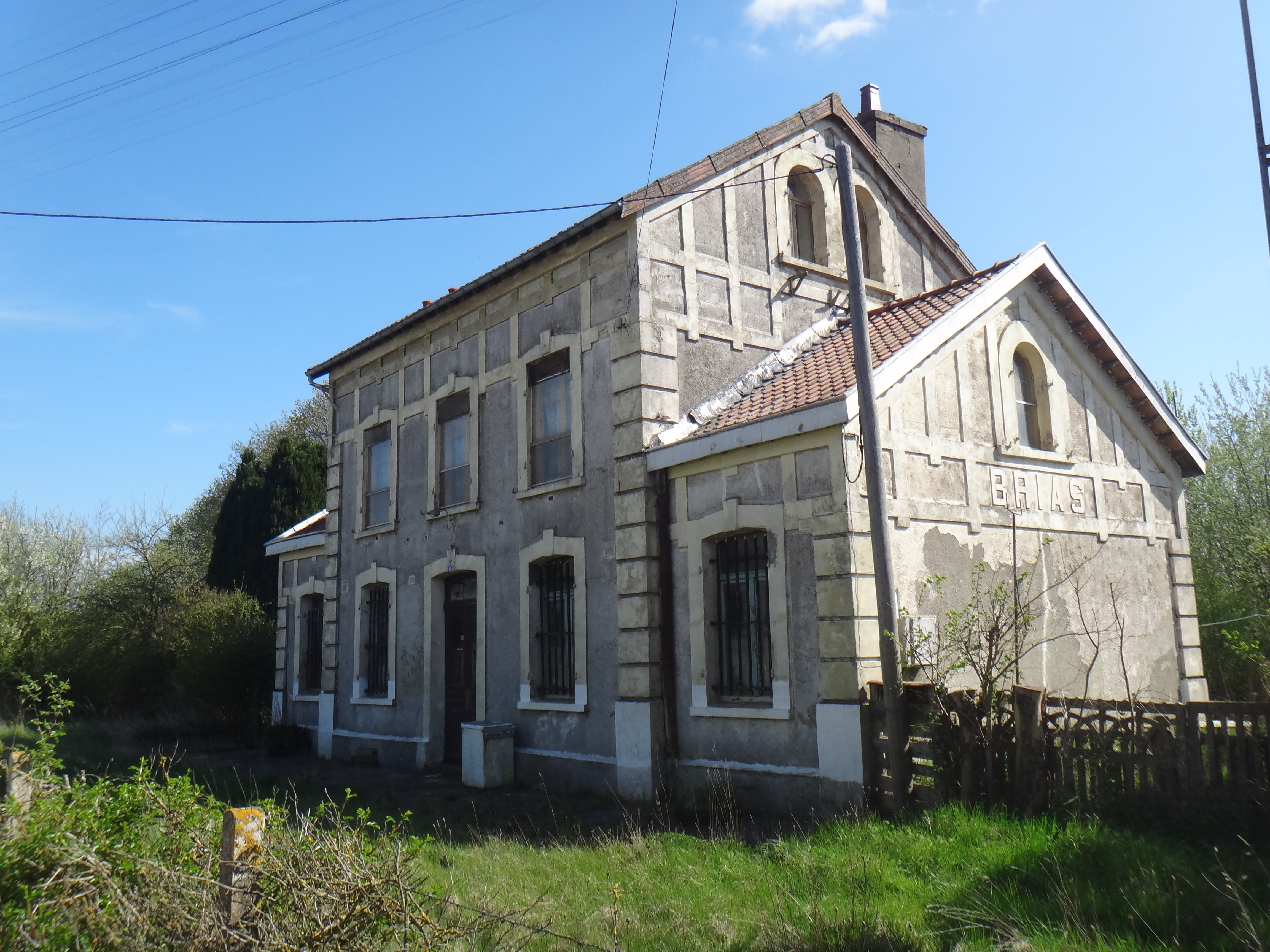
La gare de Brias en 2014, devenue habitation.
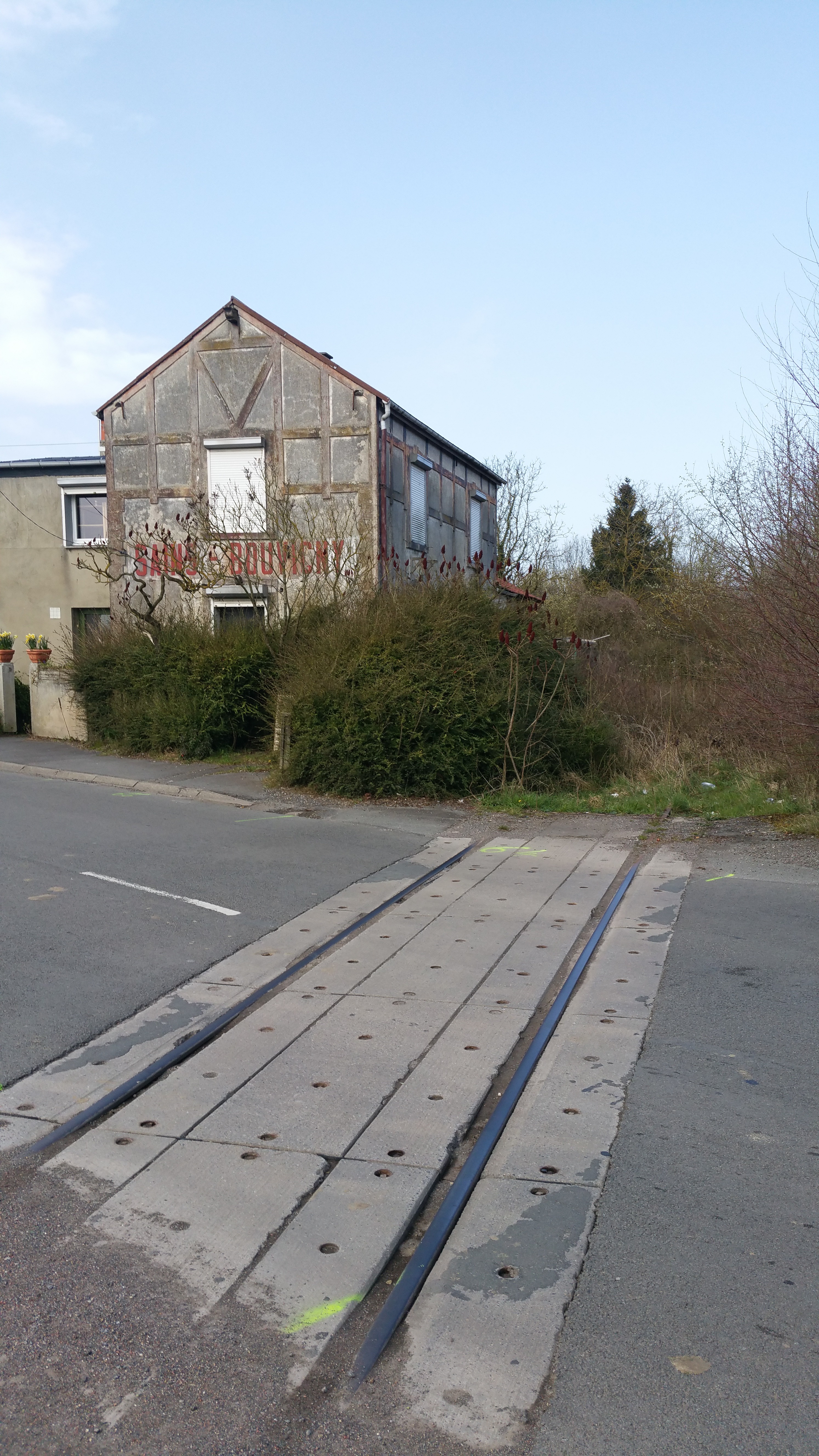

## Exploitation
Plus aucun train ne circule sur la ligne de Bully-Grenay à Brias. Les rails sont toutefois conservés de Bully-les-Mines à Ruitz, d'où la voie est déposée à partir de la zone industrielle. L'ouverture du Tramway Artois-Gohelle aurait pu permettre à long terme la réutilisation de la voie sur une partie de sa section, mais le projet fut abandonné. C'est en avril 2019 que le BHNS de Tadao transforme une partie de l'ancienne voie ferrée en voie bus, entre Bruay-la-Buissière et Ruitz.